# Louis Dupont d'Englesqueville
Louis Dupont d'Englesqueville est un homme politique français issu de la noblesse de robe normande, né le 8 août 1774 à Ouville-la-Rivière et mort le 26 novembre 1836 à Sérifontaine.

## Biographie
Propriétaire terrien, maire d'Havelu, il est élu en 1815 député d'Eure-et-Loir au collège de département par 86 voix (146 votants, 244 inscrits). Il siège jusqu'en 1816 dans la majorité de la Chambre introuvable durant la première législature de la Seconde Restauration.
Louis Dupont d'Englesqueville est nommé chevalier de Saint-Louis.

## Sources
« Louis Dupont d'Englesqueville », dans Adolphe Robert et Gaston Cougny, Dictionnaire des parlementaires français, Edgar Bourloton, 1889-1891 [détail de l’édition]